# Selva (Majorque)
Pour les articles homonymes, voir Selva.
Selva (en catalan et en castillan) est une commune de l'île de Majorque dans la communauté autonome des Îles Baléares, en Espagne. Elle est située au centre-ouest de l'île et fait partie de la comarque du Raiguer. Elle se trouve à 32 km de Palma de Majorque et est limitrophe de la ville d'Inca.

## Géographie

Localisation de l'île Majorque dans les Îles Baléares.
Localisation de Selva dans l'île de Majorque.
Localisation de la comarque du Raiguer dans l'île de Majorque.

La population est répartie dans 5 localités :
- Selva : localité principale où se trouve la mairie. Notons son église du XIIIe siècle dédiée au patron du village, Saint Laurent (Sant Llorenç en catalan).
- Caimari : seconde localité en importance situé sur les pentes de la Serra de Tramuntana.
- Moscari : troisième localité de la commune située entre Selva et Campanet. À noter ses fêtes dans la dernière semaine d'août.
- Biniamar : quatrième localité de la commune située entre Selva et Lloseta. À remarquer son église du début du XXe siècle.
- Binibona : la plus petite des localités de la commune se trouve entre Caimari et Campanet.